# Огундипе, Молара
Омолара Огундипе-Лесли (Omolara Ogundipe-Leslie; 27 декабря 1940 г. — 18 июня 2019 г.), также известная как Молара Огундипе — нигерийская поэтесса, критик, редактор, феминистка и активистка. Огундипе называли одной из ведущих писательниц по африканскому феминизму, гендерным исследованиям и литературной теории, а также социальным критиком; была признана сильным авторитетом по африканским женщинам среди чернокожих феминисток и феминисток в целом. Она внесла свою лепту в антологию «Sisterhood is Global: The International Women’s Movement Anthology» 1984 года, позже отредактированную Робин Морган. Огундипе также известна тем, что ввела термин STIWA, то есть «социальная трансформация в Африке, включая женщин» (англ. Social Transformation in Africa Including Women).

## Биография
Абиодун Омолара Огундипе родилась в Лагосе, Нигерия, в семье педагогов и священнослужителей. Она училась в Королевской школе Эде и стала первой женщиной, получившей степень бакалавра с отличием по английскому языку в Университетском колледже Ибадана, а затем в колледже Лондонского университета.
После окончания Лондонского университета в 1963 году Молара Огундипе возглавила отдел феминистских и гендерных исследований в Африке.